# Tremsbüttel
Tremsbüttel là một đô thị ở huyện Stormarn, bang Schleswig-Holstein, Đức. Đô thị này có diện tích 10,33 km², dân số thời điểm 31 tháng 12 năm 2006năm 2006 là 1867 người.